# Luigi Romersa
Luigi Romersa (auch bekannt als Gigi Romersa; * 5. Juli 1917 in Boretto; † 19. März 2007 in Rom) war ein italienischer Journalist und Autor.
Romersa begann nach seinem Jurastudium in Parma als Journalist für die Gazzetta di Parma. Es folgten Zeiten beim Corriere della Sera sowie beim Il Messaggero. Auf Einladung Benito Mussolinis war Romersa im Oktober 1944 Gast auf Rügen, wo Hitler (Romersas Erinnerungen zufolge) eine neuartige Geheimwaffe präsentieren wollte.
Nach dem Zweiten Weltkrieg gelang es Romersa, neben Beiträgen für Il resto del Carlino in Bologna beim Wochenmagazin Tempo in Mailand eine Anstellung zu erhalten, für das er in der ganzen Welt herumreiste und zahlreiche wichtige Ereignisse der folgenden Jahrzehnte (von Aufenthalten in den 1950er Jahren im Kongo und dem Beginn der Sueskrise in Port Said über den Sechstagekrieg bis hin zur Ölkrise) journalistisch begleitete.
Romersa veröffentlichte einige Bücher und drehte 1960 mit Giuliano Tomei den im Kino gezeigten Dokumentarfilm Avventura al Polo Sud.

## Werke (Auswahl)
- Von Braun racconta, Milano (Mursia) 2007. ISBN 9788842539216
- I segreti della seconda guerra mondiale, Milano (Mursia) 2006. ISBN 8842535303
- I segreti della guerra d'Africa, Milano (Mursia). ISBN 884253529X
- Le armi segrete di Hitler, Milano (Mursia) 2005. ISBN 8842534323